# Gateway (truyền thông)

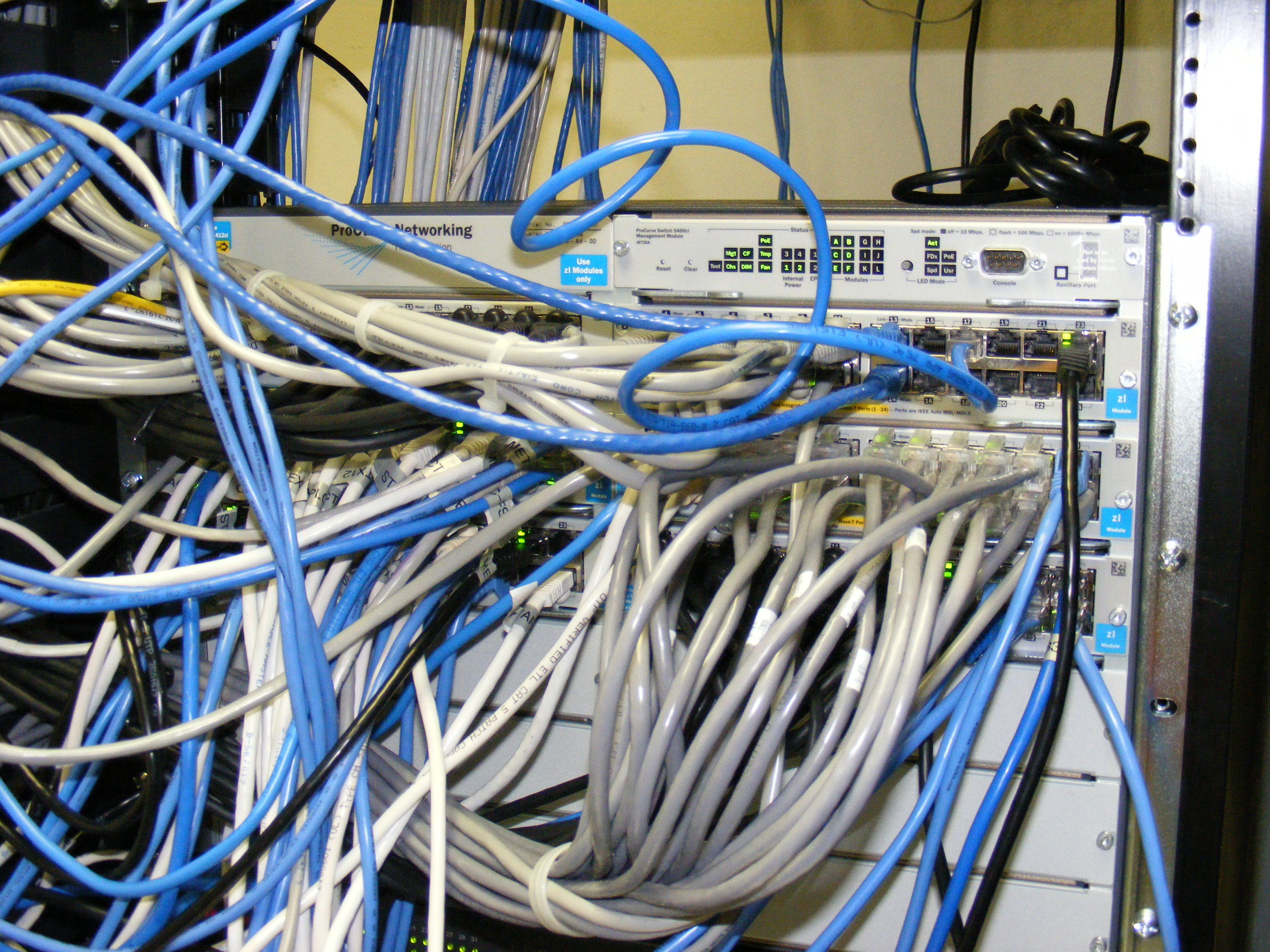
Mạng truyền thông

Gateway cho phép nối ghép hai loại giao thức với nhau. Ví dụ: mạng của bạn sử dụng giao thức IP và mạng của ai đó sử dụng giao thức IPX, Novell, DECnet, SNA… hoặc một giao thức nào đó thì Gateway sẽ chuyển đổi từ loại giao thức này sang loại khác.
Qua Gateway, các máy tính trong các mạng sử dụng các giao thức khác nhau có thể dễ dàng “nói chuyện” được với nhau. Gateway không chỉ phân biệt các giao thức mà còn có thể phân biệt ứng dụng như cách bạn chuyển thư điện tử từ mạng này sang mạng khác, chuyển đổi một phiên làm việc từ xa…